# Grań Diabłów

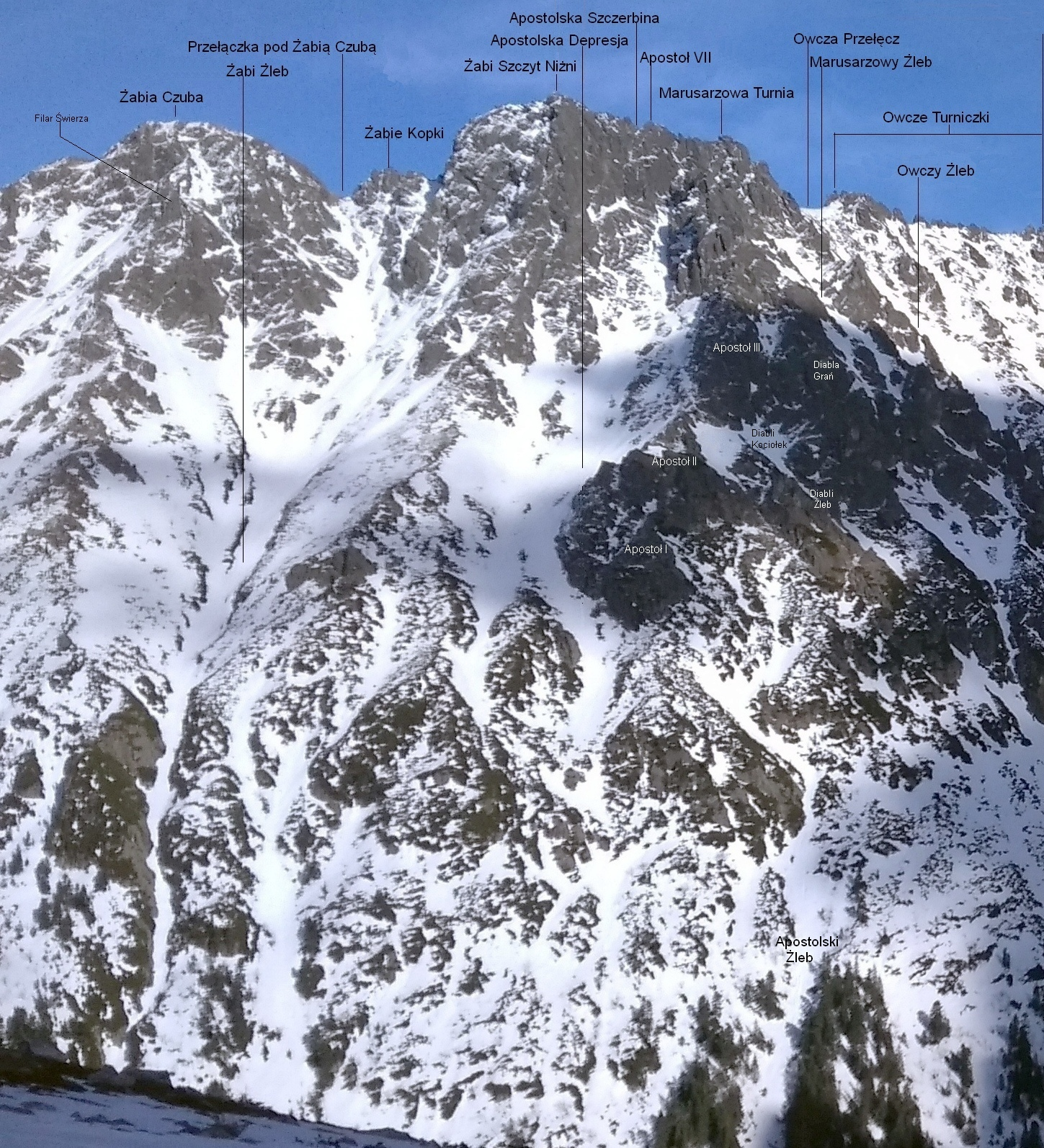

Grań Diabłów (niem. Teufelsgrat, słow. Hrebeň diablov, węg. Ördögök gerince) – boczne odgałęzienie Grani Apostołów w polskich Tatrach Wysokich na zachodnich stokach Żabiej Grani.
Zwornikiem dla Grani Apostołów i Grani Diabłów jest Apostoł IV. Grań Diabłów ciągnie się od niego w kierunku południowo-zachodnim. Jest w niej siedem turni zwanych Diabłami i oznaczanych cyframi rzymskimi (najwyżej położony to Diabeł VII). Diabłów jest tyle samo co Apostołów i podobne są do nich kształtami i rozmiarami. Jest to przyczyną, że nawet dobrym taternikom zdarzało się je mylić. Pomiędzy Granią Apostołów i Granią Diabłów znajduje się Diabli Kociołek i trawiasta Diabla Depresja. Południowe żebro Apostoła III dzieli ją na dwie części.
Najbardziej charakterystycznymi i rzucającymi się w oczy turniami Grani Diabłów jest Diabeł II i Diabeł IV. Pierwsze przejście Granią Diabłów: Anna Arvay, Zbigniew Kaliniewicz i Janusz Mączka 4 sierpnia 1967 r. (trudności do V w skali tatrzańskiej, czas przejścia 2 godz.). Najwygodniejsze podejście do Grani Diabłów jest od Czarnego Stawu pod Rysami przez Owczy Żleb; powyżej jego progów w lewo do podnóży Diabła I. Od 1979 roku jednak Grań Apostołów i Diabłów znajdują się w zamkniętym dla turystów i taterników obszarze ochrony ścisłej Tatrzańskiego Parku Narodowego i TANAP-u. Na zachodnich (polskich) zboczach Żabiej Grani taternictwo można uprawiać na południe od Białczańskiej Przełęczy.
Autorem nazwy grani jest Władysław Cywiński.

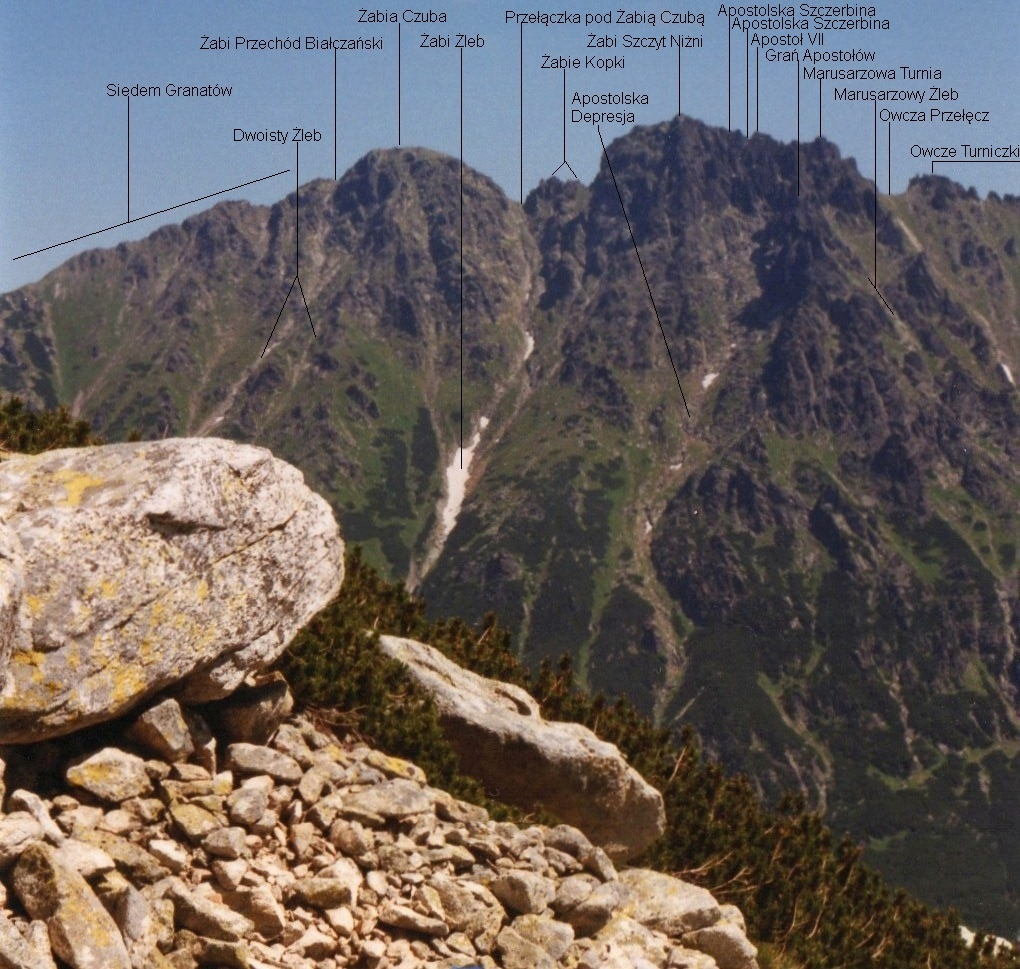
Grań Diabłów po prawej stronie Grani Apostołów